# Григорий VIII (антипапа)
Григорий VIII (лат. Gregorius Octavus), в миру — Морис Бурден (умер 1137) — антипапа с 10 марта 1118 по 22 апреля 1121 года, в период понтификатов пап Геласия II и Каликста II.

## Биография
Морис Бурден родился в окрестностях Юзерша (Лимузене, Франция). Образование он получил в монастыре Клюни. Со временем он стал дьяконом в Толедо, а 1098 или 1099 году клюнийцы порекомендовали его в качестве епископа Коимбры.
В 1111 году, после четырёхлетнего паломничества в Святую Землю, Морис стал архиепископом Браги. Он был верным соратником Генриха Бургундского в деле реорганизации португальской церкви. Генрих был вассалом королей Кастилии, но стремился к духовной и политической автономии. В 1114 году он впутал Мориса в спор с примасом Испании, и архиепископ был вызван к папскому двору, чтобы держать ответ.
Однако Морису удалось завоевать расположение Пасхалия II, и в 1116 году папа направил его посланником к Генриху V, в то время как сам бежал из Рима. Но Морис неожиданно перешёл на сторону императора. Генрих V вошёл в Рим, и на Пасху, 23 марта 1117 года, Морис повторно короновал его императором, так как предыдущая коронация, проведённая Пасхалием II, была объявлена недействительной. Узнав об этом, Пасхалий отлучил от церкви Генриха и сместил Мориса с кафедры.
После смерти Пасхалия в 1118 году Генрих изгнал из Рима нового папу Геласия II, отказавшегося организовать торжественную встречу императора. Часть кардиналов из числа сторонников Генриха аннулировали избрание Геласия и объявили папой Мориса, который взял имя Григория VIII. Укрывшийся в Капуе Геласий II, 7 апреля 1118 года снова отлучил Григория VIII и Генриха V от церкви.
Однако вскоре Генрих V был вынужден пойти на уступки папскому престолу, закончившиеся подписанием Вормсского конкордата с новоизбранным папой Каликстом II 22 сентября 1122 года. Собственный папа стал ему уже не нужен.
Каликст II вошёл в Рим, вынудив Григория бежать в Сутри. После восьмидневной осады в апреле 1121 года горожане выдали антипапу Каликсту II. Григорий был заключён в тюрьму Септизоний, а позже переведён в монастырь Ла-Кава в Салерно, где умер шестнадцать лет спустя.